# William P. Carleton
William P. Carleton, nato William Probert Carleton (Londra, 3 ottobre 1872 – Hollywood, 6 aprile 1947), è stato un attore inglese.
Carleton lavorò a lungo a Broadway. Nel 1919, girò il suo primo film, A Society Exile, dove aveva come partner un'altra famosa attrice teatrale, Elsie Ferguson. Nella sua carriera, durata fino a metà degli anni quaranta, Carleton - che era conosciuto anche sotto i nomi di W.P. Carleton o di Will P. Carleton - prese parte a una quarantina di pellicole.

## Filmografia
- A Society Exile, regia di George Fitzmaurice (1919)
- The Copperhead regia di Charles Maigne (1920)
- The Amateur Wife, regia di Edward Dillon (1920)
- His House in Order, regia di Hugh Ford (1920)
- The Flapper, regia di Alan Crosland (1920)
- The Riddle: Woman, regia di Edward José (1920)
- The Inside of the Cup, regia di Albert Capellani (1921)
- Good Women, regia di Louis J. Gasnier (1921)
- Straight from Paris, regia di Harry Garson (1921)
- Behind Masks
- A Wife's Awakening
- What No Man Knows, regia di Harry Garson (1921)
- Morals
- The Law and the Woman
- Bobbed Hair, regia di Thomas N. Heffron (1922)
- The Worldly Madonna, regia di Harry Garson (1922)
- Domestic Relations
- Our Leading Citizen, regia di Alfred E. Green (1922)
- The Danger Point
- The Truth About Wives
- The Tie That Binds, regia di Joseph Levering (1923)
- Sinner or Saint
- Homeward Bound, regia di Ralph Ince (1923)
- Half-a-Dollar Bill
- Charlie Chan's Chance, regia di John G. Blystone (1932)
- Ann Vickers
- La fanciulla senza casa
- Rendezvous at Midnight
- The Perfect Clue, regia di Robert G. Vignola (1935)
- Il sergente di ferro
- I due peccatori
- Bad Boy, regia di John G. Blystone (1935)
- The Adventures of Frank Merriwell
- La ragazza di Boemia (The Bohemian Girl), regia di James W. Horne, Charley Rogers e Hal Roach (1936)
- The Return of Jimmy Valentine
- Pattuglia di frontiera (The Border Patrolman), regia di David Howard (1936)
- Mystery Plane
- Boys' Reformatory
- The Green Hornet Strikes Again!
- Wilson, regia di Henry King (1944)